# 1711年索菲婭公主優先法令
《索菲婭公主優先法令》（英語：Princess Sophia's Precedence Act 1711）是大不列顛國會於1711年通過的一項法令，至今仍然有效。
此法令以《1701年嗣位法令》為基礎，規定英國王位繼承次序中，如果安妮女王沒有後嗣，會由汉诺威选帝侯夫人索菲娅及其新教後嗣繼位。
截至2010年底，該法令仍在大不列顛有效。 